# 立山地獄谷硫化水素中毒事故
立山地獄谷硫化水素中毒事故（たてやまじごくだにりゅうかすいそちゅうどくじこ）は、1935年（昭和10年）5月4日に立山の室堂にある地獄谷で雪洞に落ちた同僚の救助活動を行っていた現地ガイドが硫化水素中毒によって死亡した事故。

## 経緯
1935年4月、大阪のワックス会社の社長と登山仲間である司法書士が剱岳へ登山にに行こうと計画、過去に何度か世話になってきた芦峅寺の山岳ガイド・佐伯宗作（39歳）に案内人を引き受けて貰えるように書状を出した。しかし、宗作の兄で佐伯栄作より、宗作は既に他の登山客の案内を務める予定が入ってしまっているため、代わりに自分が案内人を務めたいという返書が帰ってきたため、2人はそれを承諾して4月27日に芦峅寺に到着した。すると、予定よりも早く下山した佐伯宗作とバッタリと遭遇した。事情を知った宗作は自分が案内を引き受けると述べ、自宅にいた末子に植木の水は欠かさないように指示すると、登山の準備を始めてその日のうちにブナ坂小屋に入った。
4月28日、ブナ坂小屋を出た社長一行の3人は弘法小屋を経由して追分小屋に入る。29日は天狗平小屋から雷鳥沢を通るがここで風雨が強くなり、別山乗越小屋（今の剱御前小屋）に着いたときにはすっかり濡れてしまっていた。夜に入ると気温が下がって4月末にもかかわらず吹雪となり立ち往生してしまう。5月に入っても吹雪が続き、社長一行の3人以外にも小屋に退避する人の数が増えていった。金沢医大の2人（OBと現役）とその案内人を務める若いガイド・佐伯豊太郎、早稲田大学山岳部の2人、川西航空機の3人と合わせて11人の大所帯となった。社長一行は剱岳登頂を断念して吹雪が止まったら下山しようと決意、他の人々も同じ意見であった。
5月4日、ようやく天候が回復し、午前7時20分、11名が小屋を出発した。新雪が2メートル以上積もっていることから、全員がスキーを履いて一気に地獄谷を抜けようとした。ところが、先頭に立って滑っていた佐伯豊太郎の姿が突然消えてしまった。程なく、雪の中から悲鳴が聞こえた。一同が近寄ると、雪洞に嵌まった豊太郎が顔を苦痛で歪ませ、額から脂汗をかいていた。社長は豊太郎の様子から、「亜硫酸ガス中毒ではないか！」と思っていたところ、佐伯宗作が背中のリュックを脱ぎ捨てて雪洞の中に飛び込んだ。宗作の行動が余りにも咄嗟過ぎて、社長を含めて誰も彼を止めることが出来なかった。
佐伯宗作は苦しそうな顔をしながら無理矢理豊太郎の体を押し上げると、そのまま倒れ込んでしまった。その間わずか7秒程度。駆けつけた社長達が素早くザイルを岩に括り付けると、豊太郎が背負うリュックに結びつけ、何とか豊太郎の体を雪の上に引きずり出した。落ちてから約3分経っていた豊太郎は泡でも噴くような顔つきで、瞳孔も半分開き、雪の中を転げ回った。そこへ金沢医大のパーティーが駆けつけ、OBである医師が持ち合わせていたビタカンファーを注射すると、症状が落ち着いた。社長はザイルを雪洞に向けて投げると、防毒マスクの代わりに三重に手ぬぐいやタオルで鼻や口を覆い、先程のザイルで体を縛った社長が雪洞に飛び込んだ。中に入るとすでにうつ伏せに倒れていた佐伯宗作がおり、心臓が止まって瞳孔が開いたままになっていた。それでも社長はザイルで宗作の両足を縛り付けると、他のメンバーにザイルを引かせて社長と宗作を引き上げさせた。宗作が雪洞に飛び込んでから4分余りしか経っていなかったという。硫黄臭を避けた場所で宗作への人工呼吸や心臓マッサージが続けられたが、午前9時10分過ぎに死亡が判定された。
一同は何とか宗作の遺体を下山させたかったが、新雪が積もる中を運び出すのは困難であったため、遺体のある場所に目印を付けて一旦天狗平小屋に帰還することになった。5月5日は再び吹雪になり、遺体の収容が行われたのは6日のことであり、遺体を引き取るために急遽駆けつけた長兄の佐伯栄作は天狗平小屋において涙の対面を果たした。佐伯兄弟は5年前の剱沢小屋雪崩事故でも三弟の佐伯兵次を25歳の若さで喪っており、これで2度目の悲劇となった。
なお、佐伯宗作の死因について、当初は亜硫酸ガス中毒と考えられていたが、その後の調査や九死に一生を得た佐伯豊太郎の症状（後日の本人からの聞き込みも含めて）より、実際の死因は硫化水素中毒であろうと考えられている。